# 康科德 (加利福尼亞州)
康科德（英語：Concord）是美国加利福尼亚州康特拉科斯塔县的一個城市，位於該縣中北部。面積80.6267平方公里，2020年的人口統計為125,410人。
1905年2月5日建市。知名电影演员汤姆·汉克斯1956年生于此地。

## 姐妹城市
- 日本北上市